# هنري كلاي (مجدف)
هنري كلاي (بالإنجليزية: John Henry Clay)‏ هو مجدف بريطاني، ولد في 20 مارس 1955.

## وصلات خارجية
- هنري كلاي على موقع الاتحاد الدولي للتجديف (الإنجليزية)
- هنري كلاي على موقع اللجنة الأولمبية الدولية (الإنجليزية)
- هنري كلاي على موقع أوليمبيديا (الإنجليزية)
- هنري كلاي على موقع اللجنة الأولمبية البريطانية (الإنجليزية)